# Aspen Ora
Aspen Ora (California; 1 de julio de 1995) es una actriz pornográfica estadounidense.

## Biografía
Ora nació en julio de 1995 en California, en una familia de ascendencia franco-canadiense e italiana (siciliana concretamente). Siendo joven, su familia se trasladó hasta un pequeño pueblo de Oregón, donde creció y llegó a ser monitora de snowboard.
Entró en la industria pornográfica en 2014, a los 19 años de edad. A partir de su entrada, comenzó a trabajar con compañías como Evil Angel, Jules Jordan Video, Kick Ass, Digital Sin, Porn Pros, Reality Junkies o Tushy, entre otras.
Aunque su nombre artístico habitual es Aspen Ora, también se la conoce por otros como Navee Nora, Naveen, Natasha Griffin o Naveen Ora, nombre que en amerindio significa "Nuevo".
Algunas películas de su filmografía son Anal Freshmen, Anal Models 2, Anal Newbies 3, Corruption of a Babysitter, Fantasy Solos 14, Hungry Assholes, I Love Big Toys 40, Love Stories 4, Tight Anal Sluts 2 o Young Anal Adventures.
Ha grabado más de 100 películas como actriz.

## Premios y nominaciones
| Año  | Ceremonia                   | Resultado | Premio                                | Trabajo |
| ---- | --------------------------- | --------- | ------------------------------------- | ------- |
| 2016 | Spank Bank Awards           | Nominada  | Ravishing Redhead of the Year         | —       |
| 2016 | Spank Bank Awards           | Nominada  | Smooth As Silk (aka Best Bald Beaver) | —       |
| 2016 | Spank Bank Awards           | Nominada  | The Girl Next Door... Only Better     | —       |
| 2017 | Spank Bank Awards           | Nominada  | Empress of Nipple Paradise            | —       |
| 2017 | Spank Bank Awards           | Nominada  | Best Legs                             | —       |
| 2017 | Spank Bank Awards           | Nominada  | Most Luscious Labia                   | —       |
| 2017 | Spank Bank Awards Technical | Ganadora  | Most Alluring Cock Vampire            | —       |